# Assessor financer
L'assessor financer és el professional que ajuda a descobrir les necessitats financeres, analitzant circumstàncies passades, presents i futures del seu client, tenint en compte l'edat, el seu patrimoni disponible, el seu tipus impositiu, la seva situació professional i familiar, i la resta d'inversions de què pugui disposar. Un cop analitzat el seu perfil de risc i les seves necessitats, l'assessor durà a terme les seves recomanacions d'inversió, assessorant-lo segons les seves circumstàncies i necessitats vagin canviant i adaptant-les al moment actual.
La relació entre client-assessor és la base d'un bon assessorament financer, que es basa en un gran grau de confiança (amb uns drets i obligacions per cada part) i l'assessor ha de vetllar pels interessos del client com si fossin els seus propis. Per això, l'assessor sempre ha d'oferir independència i objectivitat en totes les recomanacions; considerant sempre el llarg termini i el més important: ha de crear, cultivar i mantenir una estreta relació amb el client.

## Regulació a Espanya
El nou marc legal sota la MiFID i la Llei del Mercat de Valors, introdueix importants novetats en la distribució i l'assessorament financer: 

### Distribució financera
- Les ESI (Empreses de Serveis d'Inversió), poden designar agents per a la promoció i comercialització dels serveis d'inversió.
- La comercialització de serveis d'inversió i la captació de clients només pot realitzar-se per les mateixes empreses o pels seus agents.
- La comercialització de serveis d'inversió i la captació de clients no constitueixen en si mateixes serveis d'inversió.
- Es poden prestar serveis d'inversió per mitjà d'una altra empresa de serveis d'inversió.

### Novetats en l'assessorament financer
- L'assessorament en matèria d'inversió és un nou servei d'inversió.
- Sorgeix una nova categoria d'ESI: EAFI (Empreses d'Assessorament Financer). Les EAFI es poden constituir com a persona física o com a persona jurídica i no poden contractar agents.

### Activitats
- El nou marc legal distingeix entre les activitats de promoció i comercialització i les d'assessorament d'inversions.
- Promoció i comercialització: Les recomanacions de caràcter genèric i no personalitzades es consideren comunicacions de caràcter general.
- Assessorament financer: Prestació de recomanacions personalitzades a un client.